# 火星15

火星14と火星15のロフテット軌道

火星15（かせい15、朝鮮語: 화성-15、ファソン15）は、朝鮮民主主義人民共和国が開発した大陸間弾道ミサイル（ICBM）である。NATOコードネームはKN-22。

## 発射履歴

### 最初の発射

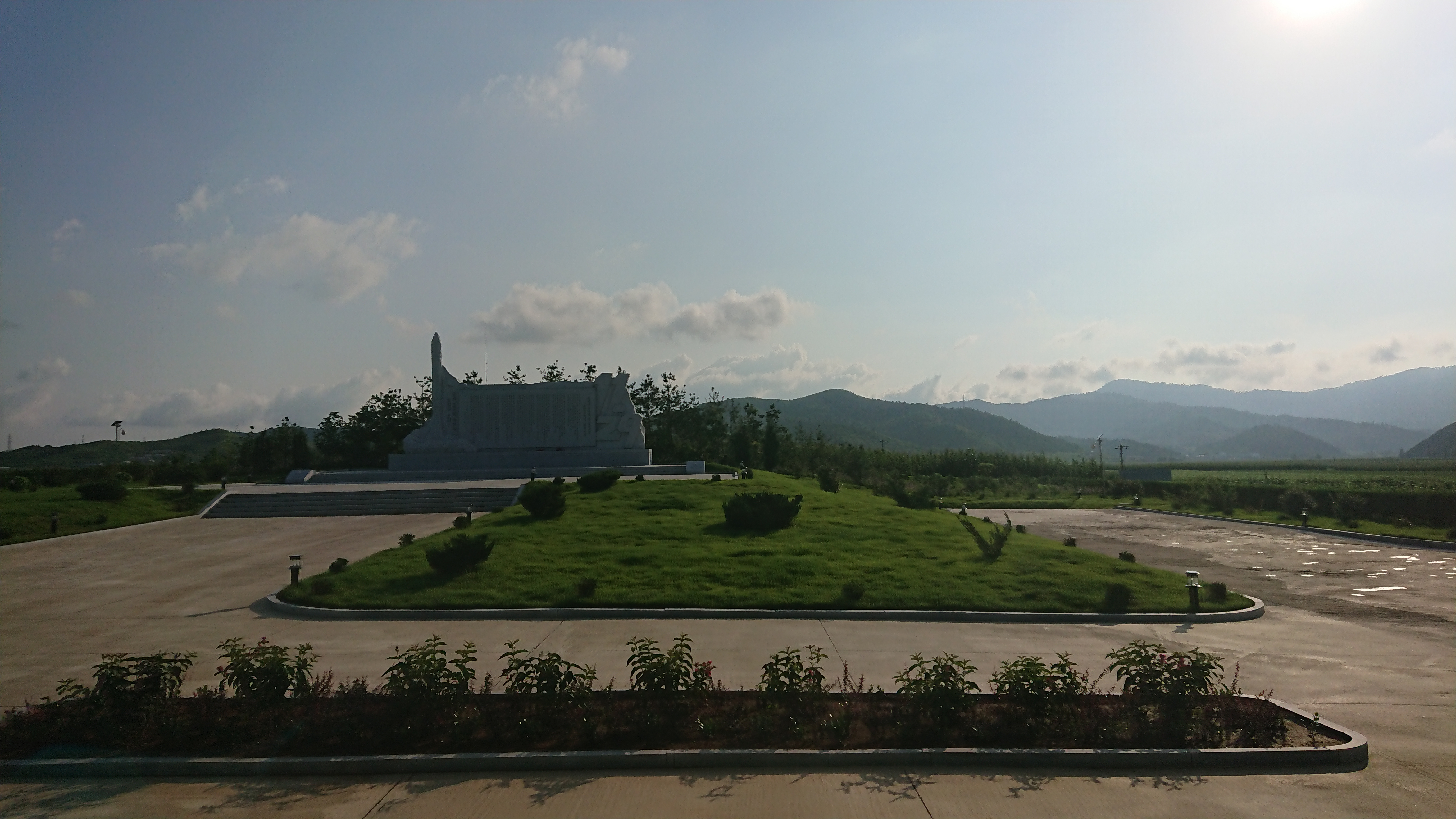
初回発射地点に設置された記念碑

2017年11月29日未明（現地時間）、北朝鮮が平安南道の平城付近から弾道ミサイルを発射し、高度4,475km、水平距離950kmを飛行して日本海の日本の排他的経済水域（EEZ）内に着水した。ミサイルは通常の軌道より高い軌道をとるロフテッド軌道で飛行し、北朝鮮の弾道ミサイルとしては最高となる高度約4,500kmに到達したが、仮に通常軌道で発射された場合の射程は13,000kmであり、北朝鮮のミサイルのうち初めてアメリカ合衆国東海岸を含む米国全土を射程に収めた弾道ミサイルであるとされる。
この発射の際に周囲にいた軍人が炎に包まれる事故がありテレビでそのまま放映され、視聴した住民が衝撃を受けたと報道された。
この発射後に北朝鮮は、火星15は超大型の核弾頭の搭載が可能であり「国家核戦力の完成」を宣言したが、西側からは実際の発射に際して搭載されていたペイロードは軽量の模擬弾頭であった可能性も指摘されている。
ミサイルが3つに分離したことや発射翌日の11月30日に放送された朝鮮中央テレビの報道で公開された映像から、火星15は二段式に弾頭部を組み合わせたもので、上下段共に直径が同じなので従来より大型大重量の弾頭を打ち上げ可能であること、一段目のエンジンの噴射口は2つあること、発射は輸送起立発射機（TEL）により行われ、TELは北朝鮮が火星14の発射時に使用した中国の万山特殊車両製の8軸16輪の車両を改良国産化した新型の9軸18輪の車両であること、噴射炎の直線状の形状と色から液体燃料を使用していたことが分析された。なお発射に際しては、TEL車両からミサイル部分を分離して直立・固定させた状態で発射された。

#### 各国の対応
- アメリカ合衆国 - ドナルド・トランプ米大統領は北朝鮮のミサイル発射から約2時間後の午後3時30分(現地時間)、ホワイトハウスで「対北朝鮮政策の基本アプローチを変えるか」という記者の質問に対し、「何も変わっていない。私たちは深刻にアプローチしている」と答え、「我々が解決していくとだけ言っておきたい。我々が取り組んでいくべき状況の一つ」だと述べた。また、レックス・ティラーソン米国務長官も同日に声明を発表し、「すべての現存する国連制裁を履行することに加え、国際社会が追加的な措置を取らなければならない」として、独自制裁を各国に求めた。さらに、「国際平和に対する北朝鮮の脅威に対応する案を協議する」と明らかにした[19]。

また、米政府は29日、国連安全保障理事会の緊急会合で、「全ての国」に北朝鮮との国交と通商関係を断絶するよう呼びかけた。
- ロシア - ロシア大統領府（クレムリン）は、北朝鮮の弾道ミサイル発射を「挑発的行動」と非難した[21]。
- 日本 - 外務省の金杉憲治アジア大洋州局長が、ジョセフ・ユンアメリカ合衆国国務省北朝鮮担当特別代表及び李度勲大韓民国外交部朝鮮半島平和交渉本部長と電話会談し、北朝鮮に対する圧力を最大限まで高める必要性があるとの認識で一致した[22][23]。
- 韓国 - 韓国の文在寅大統領と日本の安倍晋三首相は、「安全保障の脅威をこれ以上容認することはできない」と表明。文大統領はまた、中国の習近平国家主席（党総書記）に対し、対北朝鮮圧力でさらに大きな役割を担うよう要請する意向を示した[21]。
- 中国 - 中国外交部は29日の記者会見で、北朝鮮のミサイル発射活動に対して「厳重な懸念と反対」を表明。さらに、「中国は、北朝鮮が安保理決議を順守することを強く求めるとともに、朝鮮半島の緊張を高める行為を中断することを望む。同時にまた、関係各方面が慎重に行動し、この地域の平和と安定を共に守るように臨む」と述べた[21]。

### 2022年3月
2022年3月24日、北朝鮮は平壌国際空港から大型ミサイル火星17を発射したことを発表。ミサイルは最高高度6248.5キロまで上昇し、1090キロの距離を4052秒飛行し、公海上の予定水域に正確に着弾としたが、実際には日本の排他的経済水域に達した。
アメリカと韓国当局は、発射された火星17とされるミサイルのデータを分析。同月27日、ミサイルの本体は火星15であり、弾頭重量などを減らして到達高度を向上させたものとする分析結果を発表した。
後日、韓国国防省は火星17が3月16日に打ち上げした直後に爆発。失敗を隠すために3月24日に別途、火星15を打ちあげたとする推測を公表している。

### 2023年2月
2023年2月18日午後5時21分ごろ、北朝鮮が平壌国際空港から弾道ミサイルを発射し、同6時27分ごろに北海道の渡島大島の西方約200キロの日本の排他的経済水域（EEZ）内に落下した。ミサイルはロフテッド軌道で発射されたとみられる。翌19日に北朝鮮国営の朝鮮中央通信は、火星15を高角度で発射したと報じた。同通信によると、発射は事前の計画なしに、党中央軍事委員長を務める金正恩朝鮮労働党総書記の命令書によって行われた。